# Лупинос, Анатолий Иванович
Анатолий Иванович Лупинос (укр. Анатолій Іванович Лупиніс; 27 июля 1937, Новоалександровка, Сталинская область, Украинская ССР, СССР — 5 февраля 2000, Киев, Украина) — украинский поэт и диссидент, деятель УНА-УНСО.

## Биография

### Ранние годы
Родился 21 июля 1937 года в селе Новооалександровка, в Красноармейском районе Сталинской области (ныне Покровский район Донецкой области). Родители были репрессированы в 1929 году, но бежали из лагеря и в 1942 году в разгар войны перебрались в Монастырищенский район Черкасской области. Анатолий окончил школу с золотой медалью в селе Сатановка. Поступил в Киевский государственный университет на механико-математический факультет.

### Тюремный срок
В октябре 1956 года, будучи студентом второго курса, Лупинос был арестован за антисоветскую агитацию. По статье 58 старого УК РСФСР он был осуждён Киевским судом за антисоветскую агитацию и приговорён к 6 годам тюрьмы. В июле 1957 года он прибыл в 7-й Мордовский лагерь, но в сентябре как инициатора забастовки 2000 заключённых и председателя забастовочного комитета его осудили снова, уже на 10 лет. Отбывал наказание во Владимирской тюрьме и в спецлагере особого сурового режима № 10. Находясь во Владимирской тюрьме, Лупинос перенёс полиневрит, и это привело к параличу (парапарезу) ног. Из тюрьмы был переведён в 10-й Мордовский лагерь (особый режим), но большую часть находился в больнице 3-го Мордовского лагеря. Позднее у Лупиноса были диагностированы в последующие годы язвенная болезнь желудка, дистрофия миокарда, почечно-каменная болезнь и болезнь печени.

### После освобождения
В 1967 году Лупинос был освобождён. ВТЭК дала ему пожизненную первую группу инвалидности без ежегодного переосвидетельствования. Но через два года лечения он смог уже передвигаться на костылях. В 1969 году подал документы на философский факультет Киевского университета, однако декан факультета перенаправил абитуриента к заместителю председателя Комитета партийного контроля при ЦК КПУ, который отказал Лупиносу в поступлении и потребовал сначала проработать на заводе, прежде чем подавать документы на получение высшего образования. В декабре 1969 года Лупинос поступил на заочное отделение экономического факультета Украинской сельскохозяйственной академии. Весной 1970 года после лечения стал передвигаться без костылей и был назначен администратором Киевского концертно-хорового общества.

### В психиатрических лечебницах
22 мая 1971 года Анатолий Лупинос на Шевченковском вечере у памятника Шевченко выступил со стихотворением «Я бачив, як безчестили матір». 28 мая, через шесть дней, он был арестован по обвинению в антисоветской пропаганде. Экспертиза Киевской больницы имени Павлова признала его сначала вменяемым, но в институте имени Сербского группа врачей под руководством Д. Р. Лунца признала Лупиноса невменяемым. В декабре состоялся суд, однако после появления А. Д. Сахарова, И. А. Светличного и Л. И. Плюща заседание было отменено, а через три дня суд направил Лупиноса на принудительное лечение в специальную психиатрическую больницу.
Лупинос с 1972 по 1983 годы находился на принудительном лечении в ряде психбольниц, где вынужден был принимать галоперидол, трифтазин, тизерцин, сульфозин и лечиться инсулиновыми шоками. С января 1972 по январь 1974 годов находился на лечении в Днепропетровской специальной психбольнице, несколько раз медкомиссия представляла его к выписке, но суд отказывал. Жалобы Лупиноса в Министерство здравоохранения, медуправление МВД СССР и президиум Общества невропатологов и психиатров привели только к тому, что Лупиноса отправили в другое отделение.
С 1976 года на лечении в Алма-Атинской специальной психбольнице. В феврале 1977 года медкомиссия поставила на общебольничную конференцию вопрос о снятии с Лупиноса диагноза, однако та неувенчалась успехом: из Днепропетровска пришли только сведения о Лупиносе как об особо опасном государственном преступнике. В 1978 году переведён в Киевскую психбольницу имени Павлова общего типа, в мае 1979 года пребывал в Черкасской областной психбольнице № 1 (г. Смела). 21 июня 1980 года возвращён в Днепропетровскую специальную психбольницу, но из-за неправильного оформления документов не был принят и вернулся в Смелу. Выписан только в 1983 году.

### После освобождения
С 1983 по 1991 годы Лупинос был одним из деятелей украинского диссидентского движения, в разгар Перестройки участвовал в создании и деятельности ассоциации «Зелёный мир», украинского отделения организации «Мемориал», Украинской Хельсинкской группы, был членом инициативной группы по созданию Народного руха Украины. В 1990 году создал Украинскую межпартийную ассамблею, преобразованную позднее в УНА-УНСО. Лупинос подозревается в организации продажи оружия за границу националистическим организациям Грузии, Чечни и Хорватии.

#### Абхазия
Через посредничество Джабы Иоселиани, бывшего вора в законе и главы грузинской военизированной организации «Мхедриони», Лупинос организовал отправку деятелей УНСО для участия в войне на стороне Грузии против Абхазии. Иоселиани взял затраты на переброску, вооружение и оплату работы УНСОвцев. Указом Президента Грузии Эдуарда Шеварднадзе от 15 декабря 1993 года награждён орденом Вахтанга Горгасала «за проявленные отвагу, мужество и героизм при защите территориальной целостности Грузии».

#### Чечня
В 1993 году Лупинос отправился в Чеченскую Республику Ичкерия для оказания помощи местным войскам, воевавшим против Вооружённых сил Российской Федерации. Связавшись с Джохаром Дудаевым, Лупинос стал передавать ему печатные материалы, которыми пользовались боевики ЧРИ для совершения терактов против мирного населения. Он же организовал выезд бойцов УНА-УНСО в Ичкерию, связавшись с деятелем российской Народной национальной партии Александром Ивановым-Сухаревским. Предполагается, что именно Лупинос был разработчиком плана захвата террористами Будённовска силами боевиков под командованием Шамиля Басаева.
Умер 5 февраля 2000 года. Похоронен на Байковом кладбище.

## Память
- Имя Анатолия Лупиноса носят улицы в нескольких городах Украины, в том числе в Киеве и Черкассах.
- Некоторые из стихов Анатолия Лупиноса распечатал и хранил Олесь Шевченко, за что в 1980 году был арестован как инициатор антисоветской пропаганды.